# 偶像式国家崇拜
偶像式国家崇拜，是一种将偶像崇拜建立于国家之上的行为。这个名词最早出现在乔瓦尼·秦梯利为墨索里尼代笔的著作《法西斯的教条》中。之后又在葛兰西的狱中书中被提到。不久后，庇護十一世在《我们不需要》通諭中批评意大利法西斯是“将对异端的崇拜建立在国家上”，之后人们就渐渐的将教宗的原文演化成了偶像式国家崇拜（Statolatry）一词。
偶像式政治崇拜（英語：politiolatry）一詞在17世紀中曾在意大利以類似的原因和含義被使用過。

## 路德維希·馮·米塞斯的《全能政府》中的叙述
随后，偶像式国家崇拜一词在路德維希·馮·米塞斯的著作《全能政府》中出现，米塞斯在书中将这个词重新定义为“偶像式国家崇拜是对国家如同偶像般的崇拜，這種理論認為國家或民族的壯大應該是所有守法公民的最高共同理念，甚至應當高於個人福利和獨立思考。必要时，应当诉诸战争与殖民来保证这一点。这种理论的激进程度远远超出了愛國主義的范畴，对其最合理的描述应当是超爱国主义或者沙文主义。”

## 扩展阅读
- New idols: Catholicism in the face of Fascist totalitarianism （页面存档备份，存于）, Journal of Modern Italian Studies, Volume 11, Number 2, June 2006, pp. 143–170(28)
- Gramsci, Antonio (1971). Selection from the Prison Notebooks (Q. Hoare & G. N. Smith, Eds.). New York: International Publishers.